# Codificació MLT-3

Exemple de codificació MLT-3. Les línies de color clar indiquen dos estats anteriors.

La codificació MLT-3 (Multi-Level Transmit) és un codi de línia (un mètode de senyalització utilitzat en un sistema de telecomunicacions amb finalitats de transmissió) que utilitza tres nivells de tensió. Una interfície MLT-3 emet menys interferències electromagnètiques i requereix menys amplada de banda que la majoria d'altres interfícies binàries o ternàries que operen a la mateixa velocitat de bits (vegeu PCM per a la discussió sobre intercanvis d'ample de banda / quantificació), com ara el codi de Manchester o la inversió de marca alternativa .

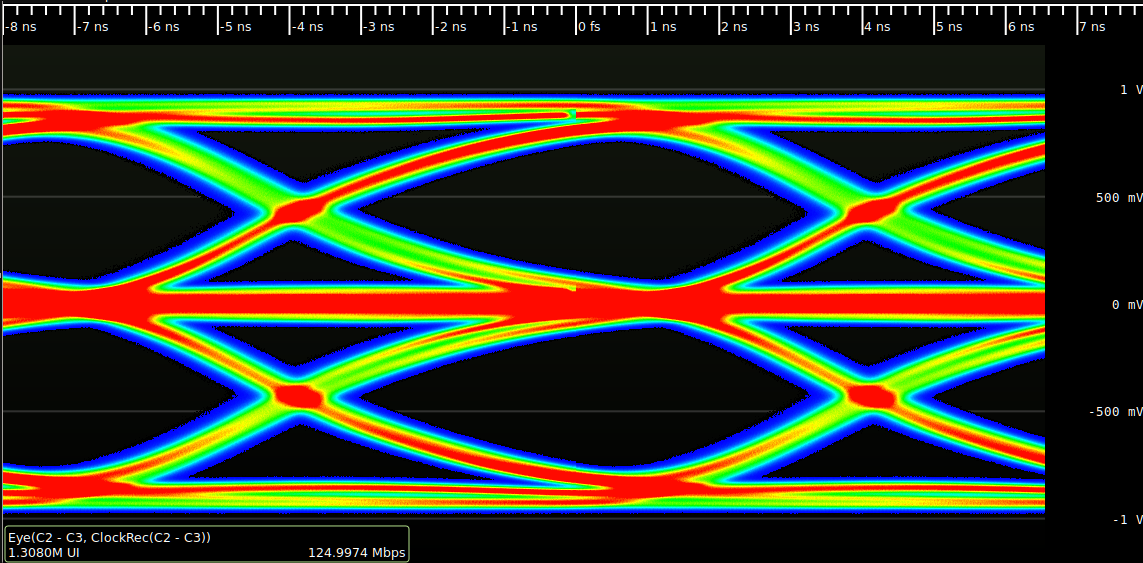
Patró d'ulls d'un senyal MLT-3

MLT-3 fa cicles seqüencials pels nivells de tensió -1, 0, +1, 0. Passa al següent estat per transmetre un bit d'1, i es manté en el mateix estat per transmetre un bit 0. Similar a la codificació NRZ simple, MLT-3 té una eficiència de codificació d'1 bit/baud, però requereix quatre transicions (baud) per completar un cicle complet (de baix a mitjà, mitjà a alt, alt a alt). mitjà, mitjà a baix). Així, la freqüència fonamental màxima es redueix a una quarta part de la velocitat de transmissió. Això fa que la transmissió del senyal sigui més accessible als cables de coure.
La manca de transició en un bit 0 significa que, per a un ús pràctic, s'ha de limitar el nombre de bits 0 consecutius a les dades transmeses; és a dir, s'ha de codificar prèviament amb un codi limitat de longitud d'execució . Això resulta en una taxa de bits efectiva lleugerament inferior a un bit per baud o quatre bits per cicle.
MLT-3 va ser introduït per primera vegada per Crescendo Communications com un esquema de codificació per a la interconnexió de coure FDDI (TP-PMD, també conegut com CDDI). Més tard, es va utilitzar la mateixa tecnologia a la subcapa dependent del medi físic 100BASE-TX, ateses les considerables similituds entre FDDI i la capa de connexió de suport físic 100BASE-[TF]X (la secció 25.3 de IEEE802.3-2002 especifica que ANSI X3.263: 1995 TP-PMD s'ha de consultar, amb petites excepcions).
La senyalització especificada per 100BASE-T4 Ethernet, tot i que té tres nivells, no és compatible amb MLT-3. Utilitza una conversió selectiva de base 2 a base 3 amb mapeig directe de dígits de base 3 a nivells de línia (codi 8B6T).